# Ezio (Händel)
Ezio è un'opera di Georg Friedrich Händel su libretto di Pietro Metastasio. L'opera debuttò il 15 gennaio 1732 al King's Theatre di Londra: stella principale del cast fu il celebre castrato Senesino, nel ruolo del titolo. 

Per la terza e ultima volta, dopo Siroe, re di Persia e Poro, re delle Indie, Handel si cimenta con un testo di Metastasio utilizzando un libretto già musicato da Christoph Willibald Gluck, pur con qualche revisione nelle scene finali del secondo atto: ne risulta un'opera dalle tinte fosche e cupe, incentrata su congiure di palazzo, condanne a morte e complotti di corte (tematiche che verranno riprese da Mozart ne La clemenza di Tito. 

L'opera ebbe poco successo, come testimoniano le sole cinque repliche che seguirono la prima: la prima rappresentazione in tempi moderni avvenne solamente nel 1977 al Festival Handeliano a Gottinga.

## Ruoli della prima rappresentazione
| personaggio  | tipologia vocale   | primi interpreti, 15 gennaio 1732 |
| ------------ | ------------------ | --------------------------------- |
| Ezio         | contralto castrato | Senesino                          |
| Fulvia       | soprano            | Anna Maria Strada                 |
| Valentiniano | contralto          | Anna Bagnolesi                    |
| Onoria       | contralto          | Francesca Bertolli                |
| Massimo      | tenore             | Giovanni Battista Pinacci         |
| Varo         | basso              | Antonio Montagnana                |

## Trama

### Atto 1
Ezio, trionfatore sugli Unni di Attila, ritorna a Roma e viene accolto con tutti gli onori dalla corte dell'imperatore, ma la felicità è destinata a durare poco: il patrizio Massimo, confidente di Valentiniano ma in realtà suo occulto nemico, trama per far uccidere l'imperatore e per rovinare Ezio. Sua figlia Fulvia cerca di farlo ragionare, dato che è segretamente innamorata di Ezio, ma il padre minaccia di ripudiarla, e la costringe a seguire i suoi piani. 
 Intanto anche Valentiniano trama in segreto contro Ezio: temendo che possa acquistare troppo potere a causa del suo prestigio, decide di "controllarlo" facendolo sposare con la sorella Onoria, di lui segretamente innamorata. Tuttavia, a rovinare i suoi piani, è Ezio stesso, che dichiara a tutti il suo amore per Fulvia.

### Atto 2
Massimo attenta alla vita dell'imperatore, ma fortunatamente, Valentiniano sopravvive: il congiurato decide di far ricadere la colpa di tutto su Ezio. Fulvia, che conosce la verità, vorrebbe parlare, ma il padre continua a minacciarla. Varo, amico dell'imperatore, le consiglia di offrirsi come sposa a Valentiniano per salvare la vita di Ezio. Tuttavia la ragazza dichiara di fronte all'imperatore il suo mai sopito amore per Ezio, destando le ire del padre e di Valentiniano: Ezio viene quindi arrestato e sul suo capo pende la condanna a morte.

### Atto 3
Onoria cerca di intercedere presso l'imperatore per Ezio, ma il fratello è irremovibile: fingendo di volerlo perdonare, lo fa scarcerare, ma ordina a Varo di ucciderlo. Ovviamente, solo a omicidio avvenuto, Valentiniano scopre la verità sulla congiura ordita da Massimo: i congiurati assaltano il palazzo reale, ma l'imperatore viene salvato da Ezio stesso (che Varo non aveva avuto il coraggio di uccidere). Fulvia ed Ezio pregano l'imperatore di perdonare il traditore, e il perdono viene concesso. L'opera si conclude con il giubilo universale.

## Struttura dell'opera

### Atto 1
- Ouverture
- Marcia
- Aria Se tu la reggi al volo (Valentiniano)
- Aria Pensa a serbarmi, o cara (Ezio)
- Aria Caro padre (Fulvia)
- Aria Il nocchier, che si figura (Massimo)
- Aria Quanto mai felice siete (Onoria)
- Aria Se un bell'udire (Varo)
- Aria Se povero il ruscello (Massimo)
- Aria So chi t'accese (Valentiniano)
- Aria Se fedele mi brama il regnante (Ezio)
- 1Aria Finché un zefiro soave (Fulvia)

### Atto 2
- Sinfonia
- Aria Vi fida lo sposo (Valentiniano)
- Aria Va', dal furor portata (Massimo)
- Aria Recagli quell'acciaro (Ezio)
- Aria Quel finger affetto (Fulvia)
- Aria Nasce dal bosco in rozza cuna (Varo)
- Aria Finché per temi palpita (Onoria)
- Aria La mia costanza non si sgomenta (Fulvia)
- Aria Ecco alle mie catene (Ezio)

### Atto 3
- Sinfonia
- Aria Guarda pria se in quella fronte (Ezio)
- Aria Peni tu per un'ingrata (Onoria)
- Aria Se la mia vita dono è d'Augusto (Ezio)
- Aria Per tutto il timore (Valentiniano)
- Aria Tergi l'ingiuste lagrime (Massimo)
- Aria Ah, non son io che parlo (Fulvia)
- Aria Già risonar d'intorno (Varo)
- Coro È più bella quella fede